# Diplochasma sauteri
Diplochasma sauteri är en tvåvingeart som först beskrevs av Friedrich Georg Hendel 1912.  Diplochasma sauteri ingår i släktet Diplochasma och familjen lövflugor.
Artens utbredningsområde är Taiwan. Inga underarter finns listade i Catalogue of Life.